# تشاس (ويسكونسن)
تشاس (بالإنجليزية: Chase, Wisconsin)‏ هي بلدة تقع بولاية ويسكونسن في الولايات المتحدة. تبلغ مساحتها 91.1 (كم²)، وترتفع عن سطح البحر 235 م، بلغ عدد سكانها 2082 نسمة في عام 2000 حسب إحصاء مكتب تعداد الولايات المتحدة وتصل الكثافة السكانية فيها 22.9 نسمة/كم2.

## وصلات خارجية
- Welcome to the Town of Chase, Oconto County, Wisconsin
- The US50 - Cities and Towns in Wisconsin State
- Wisconsin Cities and Towns, Facts, Map, Flag, Colleges, Government, and More